# احمد الجعبری
احمد الجعبری (۴ دسامبر ۱۹۶۰ – ۱۴ نوامبر ۲۰۱۲) که با نام ابومحمد نیز شناخته می‌شد، یک مبارز فلسطینی بود که به عنوان نفر دوم فرماندهی شاخه نظامی حماس، گردان‌های عزالدین قسام، خدمت می‌کرد. او به عنوان چهره اصلی در تصرف نوار غزه توسط حماس شناخته می‌شد و فرماندهی حمله مرزی حماس در سال ۲۰۰۶ را که منجر به اسارت سرباز اسرائیلی، گیلعاد شلیط، شد، بر عهده داشت. تحت فرماندهی او، به همراه محمود المبحوح، افسر ارشد لجستیک، حماس با دستیابی به موشک‌ها و راکت‌های هدایت‌شونده با برد بیشتر، توانایی تسلیحات نظامی خود را به‌طور قابل توجهی توسعه داد.